# Panhard & Levassor Type X15
Der Panhard & Levassor Type X15 ist ein Pkw-Modell von 1912. Hersteller war Panhard & Levassor in Frankreich.

## Beschreibung
Die Fahrzeuge haben einen von Arthur Constantin Krebs entwickelten Ottomotor. Im Motorcode „U6E“ steht das „U“ für den Monoblockmotor und die „6“ für die Anzahl der Zylinder.
Der Sechszylinder-Reihenmotor hat einzeln gegossene Zylinder. Er hat 80 mm Bohrung, 120 mm Hub und 3619 cm³ Hubraum. Er wurde auch 18 CV genannt. Die Leistung des Frontmotors wird über ein Vierganggetriebe und eine Kardanwelle an die Hinterachse übertragen.
Das Modell erschien im Laufe des Jahres 1912 und löste den ähnlichen Type X8 ab. Im selben Jahr endete die Herstellung. Die Produktionszahlen sind nicht getrennt überliefert. In dem Jahr entstanden 62 Fahrzeuge, davon 7 für den Export, wobei es sowohl Type X8 als auch Type X15 sein können.